# Admesturius
Admesturius là một chi nhện trong họ Salticidae(Salticidae).

## Các loài
Chi này có các loài:
- Admesturius bitaeniatus (Simon, 1901)
- Admesturius schajovskoyi Galiano, 1988